# Sergei Sergejewitsch Wolkonski

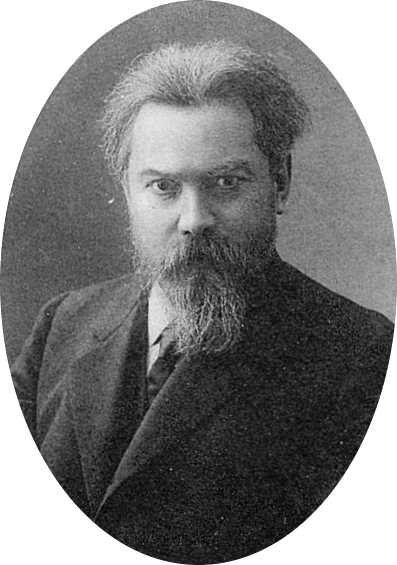
Knes Sergei Sergejewitsch Wolkonski (1910)

Sergei Sergejewitsch Wolkonski (russisch: Волконский, Сергей Сергеевич, * 6. Juli 1856 in der Oblast Rjasan; † 18. April 1916 in Moskau) war ein russischer Fürst und Politiker. Er war Mitglied in der Dritten und Vierten Staatsduma des Russischen Kaiserreichs.  

## Leben
S.S. Wolkonski studierte an der Universität Sankt Petersburg Rechtswissenschaft und absolvierte 1878 seinen Militärdienst, danach diente er kurzfristig im Regierenden Senat des Russischen Kaiserreichs. Er verließ den öffentlichen Dienst und zog sich auf das elterliche Gut in  Mokschan zurück. Neben der Bewirtschaftung seines Gutes widmete er sich sozial-politischen Aufgaben sowie der Selbstverwaltung. Er wurde 1892 zum Sprecher und Ehrenrichter  des Rajons Molschan gewählt.  In dieser Funktion war er auch Vorsitzender des Bezirksrats von Mokschan und organisierte einen Kongress der Oktobristen in der Oblast Pensa. 1907 wurde er für Pensa in die Dritte Staatsduma gewählt. Somit waren in dieser Legislaturperiode der Duma, mit ihm, seine Verwandten Wladimir Michailowitsch Wolkonski (1868–1953), Wladimir Wiktorowitsch Wolkonski (1866–1914) und Nikolai Sergejewitsch Wolkonski (1848–1910) vertreten. Sergei Sergejewitsch gehörte der Fraktion der Oktobristen an und arbeitete in den Kommissionen für die Justizreform, Landwirtschaft, Staatsverteidigung und Kommunalverwaltung. 1912 wurde er vom Kongress der Großgrundbesitzer er Oblast Pensa in die Vierte Staatsduma gewählt, er blieb der Oktrobisten-Fraktion zugehörig und trat nach deren Teilung dem Progressiven Block (Progressisten) bei. Er war weiterhin Ausschussmitglied in den Ausschüssen für Kommunale Selbstverwaltung und Justizreformen. 1914, mit dem Ausbruch des Ersten Weltkriegs war er Mitglied des Obersten Rates für Kriegsgeschädigte und Kriegshinterbliebene Soldaten und deren Familien.

## Herkunft und Familie
S.S. Wolkonski stammte aus dem Fürstengeschlecht Wolkonski. Seine Eltern waren der Großgrundbesitzer Sergei Wassiljewitsch Wolkonski (1819–1884), er besaß umfangreiche Länderei in der Oblast Pensa sowie in  Rjasan, und Nadeschda Petrowna Kolobowa (* nach 1820). Sein Bruder war der Politiker Nikolai Sergejewitsch Wolkonski (1848–1910). Sergei Sergejewitsch lebte mit seiner Partnerin Maria Nikolajewna Markilowa zusammen, sie hatten zwei Söhne: Georgi Sergejewitsch und Alexei Sergejewitsch (* 1894).